# Scaptomyza aberrans
Scaptomyza aberrans är en tvåvingeart som beskrevs av Hardy 1965. Scaptomyza aberrans ingår i släktet Scaptomyza och familjen daggflugor. Inga underarter finns listade i Catalogue of Life.